# Joyce Sombroek
Joyce Sombroek (Alkmaar, 10 de septiembre de 1990) es una exjugadora neerlandesa de hockey sobre césped.

## Trayectoria
Sombroek tuvo su primera participación olímpica en Londres 2012, donde venció a Argentina en la final y obtuvo la medalla de oro. En Río 2016 llegó a la final del torneo, pero cayó ante Reino Unido y consiguió la medalla de plata.